# Socep
Socep Constanța este o societate de exploatare portuară și expediții mărfuri, înființată în anul 1991, în urma restructurării fostei Întreprinderi de Exploatare Mărfuri Generale a Ministerului Transporturilor, unde funcționa ca secție specializată în derularea containerelor și a materiilor prime siderurgice.
Compania a fost privatizată complet în 1996.
Socep își desfășoară activitatea în Portul Constanța și Portul Constanța Sud - Agigea.
Activitatea sa este structurată pe două terminale de operare distincte - terminalul de containere (300 000 TEU - capacitate de operare anuală) și terminalul de mărfuri generale (3 milioane tone mărfuri generale unitizate și vrac - capacitate de operare anuală).
Acționarii principali ai companiei sunt Celco SA, cu 12,8001%, Grupul DD S.A., cu 31,8473%, Stere Samara, cu 10,5160, S.C. TRANSPORT TRADE SERVICES S.A. BUCURESTI  cu 14.1377%, Alti actionari cu 30,6990% .
Titlurile operatorului portuar sunt listate la prima categorie a Bursei de Valori București, sub simbolul SOCP).
Principalele servicii pe care le oferă compania sunt: Operare containere, Operare mărfuri vrac solide, Operare mărfuri generale unitizate, Încărcare/descărcare în/din container mărfuri generale, Depozitare containere, Depozitare containere frigorifice,Depozitare mărfuri vrac solide și unitizate în magazii și platforme descoperite,Depozitare fructe în magazie frigorifică, Amarare mărfuri, Sortare și marcare mărfuri, Însăcuire mărfuri vrac, Manipulare/depozitare mărfuri periculoase și agabaritice.
Principalele mărfuri operate de companie sunt: Containere, Mărfuri vrac solide, Îngrășăminte, Alumină, Cereale, Zahăr, Cocs, Sulf, Minereu, Fier vechi, Mărfuri generale unitizate, Produse metalurgice, Produse ambalate în saci, Produse din lemn, Hârtie, Fructe, Mărfuri agabaritice.
Cifra de afaceri:
- 2009: 45,8 milioane lei[necesită citare]
- 2008: 58,8 milioane lei[necesită citare]
- 2007: 44 milioane lei[necesită citare]
- 2006: 39,1 milioane lei[necesită citare]